# Кінематограф Алжиру
Кінематограф Алжиру — індустрія виробництва, розповсюдження, зберігання та демонстрування художніх і документальних фільмів на території Алжиру.

## Історія

### Колоніальна епоха

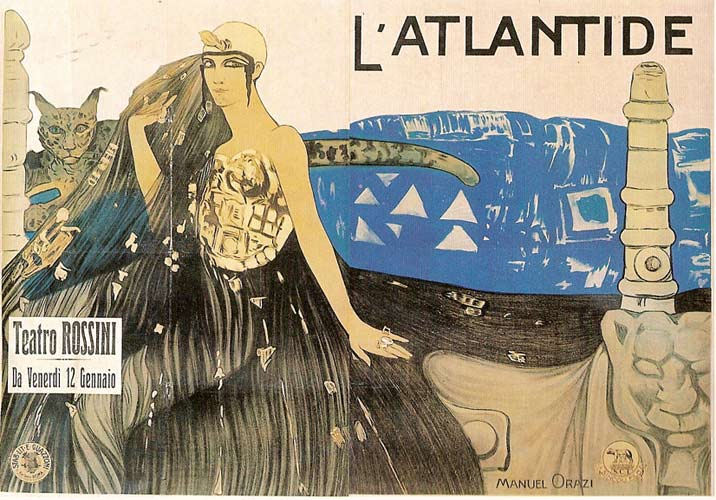
Постер до фільму «Атлантида»

За часів французької колонізації переважна більшість фільмів була знята європейцями. 1921 року франко-бельгійська команда режисера Жака Фейдера зняла фільм «Атлантида», декораціями до якого слугували краєвиди гор Оресу і міста Джіджеллі. Фільм розповідає про кохання офіцера французького іноземного легіону і хтивої королеви вигаданого сахарського королівства. У ньому не тільки змальовується романтика і екзотика країни, але і висловлюються європейські побоювання за власну роль в Африці і небезпеку міжрасових контактів.
У більшості фільмів, знятих європейцями про країну, алжирська дійсність розглядалась як пасторальне життя в умовах гір і пустель, часто акценти розставлялись на соціальні моменти, які колоніальна влада намагалась змінити, покращити. Наприклад у фільмі Альберта Дюре «Бажання» (1928) аналізується полігамна структура алжирського суспільства. Помітними французькими фільмами того часу, події яких розгортаються в Алжирі, або сюжет пов'язаний з країною, стали: «Блед» (1929) Жана Ренуара, «Велика гра» (1934) Жака Фейдера, «Батальйон іноземного легіону» (1935) Жульєна Дювів'є.
Початок власне національного кінематографу поклали 4 документальні пропагандистські короткометражні стрічки, зняті представниками алжирських повстанців і показані в країнах соцтабору. 1957 року під час національно-визвольної боротьби алжирського народу проти французької влади Фронт національного визволення Алжиру створив Школу кінематографії для підготовки кадрів, що змогли б створювати документальну хроніку задля висвітлення народної боротьби. Режисером Р. Вотьє було створено фільм «Алжир у полум'ї» (1958).

### 1960-ті
Здобуття незалежності на початку 1960-х років ознаменувало початок незалежного алжирського кінематографу. Вже 1961 року при тимчасовому уряді країни створено кінематографічний відділ. Важливою працею якого стали фільми режисера Мохаммеда аль-Ахдар Хаміна (араб. محمد الأخضر حمينة), «Ясміна» (1961) і «Голос народу» (1961).
1964 року побачив світ перший повнометражний фільм незалежного Алжиру — «Такий молодий світ», у якому французький режисер Ж. Шарбі показав трагічну долю дітей, що були скалічені війною. Цей фільм отримав 1965 року нагороду V Московського кінофестивалю. Тема національно-визвольної боротьби стала основною в продукції алжирського кінематографа. Документальні стрічки «Люди працюють» (1963); «Алжир, рік перший» (1963), режисера Мохаммеда Хаміни; «Світанок проклятих» (1965), режисера Ахмеда Рашді. Ігрові фільми «Ніч жахається сонця» (1965), режисера М. Бадія; «Шлях» (1968), режисера М. С. Ріада. Кінострічка «Вітер з Оресу» (1966), режисера Мохаммеда Хаміни, розповідає про пробудження національної самосвідомості і прагнення незалежності. У сюжеті розповідається про матір, що вирушила шукати сина, алжирського-націоналіста, який вирішив піти шляхом свого батька, боротися проти французьких поневолювачів і потрапив до полону. Фільм отримав приз на Каннському кінофестивалі 1967 року. Ахмед Рашді (араб. أحمد راشدي) разом з французами (Жак Перрен) створює політичну драму «Дзета» (1969), режисер фільму Коста-Гаврас. Фільм отримав декілька нагород на Каннському кінофестивалі і два оскари за найкращий іноземний фільм і найкращий монтаж (загалом висувався на 5 номінацій).
Першим спільним італо-алжирським фільмом стала пропагандистська стрічка «Битва за Алжир» (1965), режисера Джилло Понтекорво. Фільм отримав 1966 року приз «Золотий лев» і приз від ФІПРЕССІ Венеційського кінофестивалю, номінувався на «Оскар» як найкращий фільм 1967 року, а 1969 року за найкращу режисерську роботу і кіносценарій.

### 1970-ті
У кінематографі 1970-х років досліджувалось широке коло проблем: класова боротьба, визвольний рух, соціально-політичне життя, аграрна революція, емансипація жінок, подоланням наслідків французького колоніалізму. Мохаммед Хаміна створює фільм «Грудень» (1972); режисер А. Тульбі — фільми «Переслідуваний» (1969), «Ключ до тайни» (1971), «Нуа» (1972); Мерзак Аллуаш (араб. مرزاق علواش) знімає «Омар Гатлато» (1977) і «Пригоди героя» (1978), важливою тематикою яких виступають діти та їхнє життя в місті; Амар Ласкрі — «Патруль на Сході» (1972); Амар Лаллем — «Заборонена зона» (1972); М. Буамарі — «Вугільник» (1972), «Спадщина» (1975); Муса Хадад — «Відпустка інспектора Тахара» (1969), «Ми повернемось» (1973) і «Вітер з півдня» (1975), «Анатомія однієї змови» (1978); Ахмед Рашді — «Опіум і кийок» (1971), був представлений на VII Московському кінофестивалі, і «Алі в країні міражів» (1979), отримав приз на XII Московському кінофестивалі.
Найвизначнішим полотном, що змалювало героїчні сторінки визвольної війни стала кінокартина режисера Мохаммеда Хаміни «Хроніка полум'яних літ» (1975). Отримала золоту пальмову гілку Каннського кінофестивалю того ж року.
Помітними комедійними акторами цього періоду були Руїшед, фільми Хасан Терро і Хасан Таксі; Хадж Абдеррахман — «Відпустка інспектора Тахара».

### 1980-ті
У 1980-х роках алжирський кінематограф зазнав занепаду, однією з причин була відсутність державного субсидування за збереження державного контролю в цій культурній сфері. Провідні режисери продовжують власну творчість: Мохаммед Хаміна знімає кінострічку «Вітер пустель» (1982); Мерзак Аллуаш — «Людина, що дивиться у вікно» (1982); М. Буамарі — «Перший крок» (1980), «Відмова» (1982). Молоді кінорежисери розпочинають діяльність: Бендедуш знімає «Повернення провідника», А. Гелем — «Дружина для мого сина». Д. Узід, Б. Бутман, М. Менгуші, Х. Гелаль працюють над кіноальманахом «Різні події» (1982—1984).

### 1990-ті
Помітною подією 1990-х років стала політична комедія «Карнавал в селі» (1994), режисер Мохамед Окасі, що розповідає про людину, що спокусилася владою і прагне стати мером спочатку власного селища, а незабаром і президентом усього Алжиру. Мерзак Аллуаш знамає комедію «Салют, сестро!» (1996). У цей час спостерігається тенденція збільшення франкомовних фільмів, на противагу фільмам алжирською арабською. Це може пояснюватись як бажанням кінорежисерів вийти на міжнародний ринок з власним продуктом, так і відновленням ролі французької мови в суспільстві, передусім серед освіченої молоді.

### 2000-ні
Фільм «Жовтий будинок» режисера Амора Хаккара отримав премії за найкращий фільм і найкращу музику на XXVIII фестивалі у Валенсії і Локарно 2007 року.

### 2010-ті

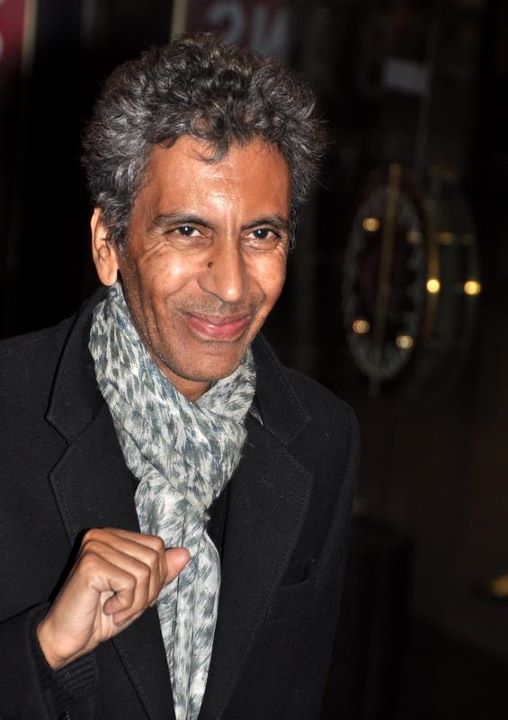
Рашид Бушареб

Французький кінорежисер алжирського походження, Рашид Бушареб у співпраці з алжирськими і бельгійськими колегами знімає фільм «Поза законом» (2010), який отримує золоту пальмову гілку на Каннському кінофестивалі. Фільм-драма розповідає про трьох братів-алжирців, які ведуть підпільну діяльність у Франції під час визвольної війни алжирського народу.

## Мережа кінотеатрів
Станом на 2009 рік в Алжирі діяло 19 кінотеатрів на 700 тис. місць. Загальні збори в 2007 році становили 100 тис. американських доларів.

## Державне регулювання
Після здобуття незалежності була створена державна служба Алжирської кінохроніки 1963 року, а 1967 — Національне управління з кінематографічної торгівлі і промисловості ОНСІК (об'єднані 1974 року). Алжирська влада націоналізувала усі кінотеатри 1964 року, а 1969 — ввела монополію на виготовлення кінопродукції і кінопрокат. 1964 року було створено національну сінематеку. 1974 року розпочало свою діяльність Товариство аудіовізуальних мистецтв Алжиру, було створено Алжирську федерацію кіноклубів. Щорічно в період 1970-1980-х років у кінопрокат потрапляло 280—300 кінострічок французького, американського, італійського, арабського і виробництва країн соціалістичного табору. 1984 року на базі ОНСІК створено виробниче і прокатне об'єднання.